# Řimice
Řimice jsou vesnice, část obce Bílá Lhota v okrese Olomouc. Nachází se asi 1,5 km na severovýchod od Bílé Lhoty. V roce 2009 zde bylo evidováno 128 adres. V roce 2001 zde trvale žilo 296 obyvatel.
Řimice je také název katastrálního území o rozloze 7,99 km2.

## Název
Jméno vesnice bylo odvozeno od osobního jména Řim nebo Hřim (některé písemné doklady mají podobu Hřimice), což byly domácké podoby jména Pelhřim. Výchozí tvar (H)řimici byl pojmenováním obyvatel vsi a znamenal (H)řimovi lidé".

## Historie
První písemná zmínka o obci pochází z roku 1387.

## Obyvatelstvo

### Struktura
Vývoj počtu obyvatel za celou obec i  za jeho jednotlivé části uvádí tabulka níže, ve které se zobrazuje i příslušnost jednotlivých částí k obci či následné odtržení. 
| Místní části   | Místní části | 1869 | 1880 | 1890 | 1900 | 1910 | 1921 | 1930 | 1950 | 1961 | 1970 | 1980 | 1991 | 2001 | 2011 |
| -------------- | ------------ | ---- | ---- | ---- | ---- | ---- | ---- | ---- | ---- | ---- | ---- | ---- | ---- | ---- | ---- |
| Počet obyvatel | část Řimice  | 452  | 448  | 524  | 567  | 564  | 577  | 547  | 444  | 429  | 394  | 348  | 314  | 296  | 263  |
| Počet domů     | část Řimice  | 48   | 67   | 80   | 91   | 96   | 98   | 110  | 116  | 243  | 107  | 99   | 109  | 110  | 113  |

## Pamětihodnosti
- Pravoslavný kostel sv. Ludmily z let 1933 až 1934
- Boží muka, datovaná 1685
- Sousoší Ukřižování se sochami sv. Jana Nepomuckého a sv. Floriána, dílo Cyrila Kutzera z roku 1841
- Vodní elektrárna v osadě Nové Mlýny, technická památka z let 1919 až 1925
- Přírodní památka Pod Templem
- Přírodní památka Za mlýnem
- Památný strom Lípa u Rybárny
- Památné stromy Duby v Nových Mlýnech
- Přírodní památka Čertův most